# Célio Guilherme da Silva Santos
Célio Guilherme da Silva Santos (* 11. Juli 1988 in São Caetano do Sul), auch Célio genannt,  ist ein brasilianischer Fußballspieler.

## Karriere
Célio Guilherme da Silva Santos erlernte das Fußballspielen in den Jugendmannschaften vom Figueirense FC und Coritiba FC. Von 2008 bis Mitte 2013 spielte er bei den brasilianischen Vereinen SC Internacional, AD São Caetano, Campinense Clube, Madureira EC, CA Bragantino, Atlético Monte Azul, Barretos EC, EC Santo André und GE Anápolis. Im Juli 2013 zog es ihn nach Trinidad und Tobago. Hier unterschrieb er einen Vertrag beim Erstligisten W Connection. Der Verein spielte in der ersten Liga des Landes, der TT Pro League. Mit W Connection wurde er am Ende der Saison Meister des Landes. Von Juli 2014 bis Januar 2015 war er vertrags- und vereinslos. Von Februar 2015 bis Juni 2019 spielte er wieder in Brasilien. Hier stand er für Manaus FC, Nacional AC (SP), Grêmio Maringá, Costa Rica EC, Flamengo SC (PE) und Nacional AC (PB) auf dem Spielfeld. 2017 gewann er mit Nacional AC (SP) die Staatsmeisterschaft von São Paulo Série A3. Mitte 2019 ging er nach Asien. Hier unterschrieb er in Thailand einen Vertrag bei Wat Bot City FC. Mit dem Verein aus Phitsanulok spielte er in der vierten Liga, der Thai League 4. Hier trat Wat Bot in der Northern Region an. Am Ende der Saison wurde er mit Wat Bot Vizemeister und stieg in die dritte Liga auf. In 13 Spielen schoss er elf Tore. Anfang 2020 unterschrieb er einen Vertrag beim Muang Loei United FC. Der Klub aus Loei spielte in der dritten Liga, der Thai League 3. Am Ende der Saison feierte er mit Loei die Vizemeisterschaft der Region. In den Aufstiegsspielen zur zweiten Liga konnte man sich nicht durchsetzen. Zu Beginn der Saison 2021/22 unterschrieb er in Udon Thani einen Vertrag beim Drittligisten Udon United FC. Nach der Hinserie wechselte er zum Zweitligaabsteiger Sisaket FC. Mit dem Verein aus Sisaket spielt er in der North-Eastern Region der Liga. Mit Sisaket wurde er am Ende der Saison Vizemeister der Liga. In den Aufstiegsspielen zur zweiten Liga konnte man sich jedoch nicht durchsetzen. Im Juli 2022 unterschrieb er einen Vertrag beim Drittligisten Phitsanulok FC. Mit Phitsanulok sollte er in der Northern Region der dritten Liga spielen. Anfang August 2022 wurde sein Vertrag wieder aufgelöst. Am 4. August 2022 verpflichtete ihn der Drittligist North Bangkok University FC. Mit dem Hauptstadtverein trat er zwölfmal in der Bangkok Metropolitan Region der Liga an. Im Dezember 2022 wurde sein Vertrag aufgelöst. Wo er von 2023 bis Mitte 2024 gespielt hat, ist unbekannt. Im Juli 2024 wurde er vom thailändischen Drittligisten Roi Et PB United FC unter Vertrag genommen. Mit dem Verein spielte er achtmal in der North/Eastern Region der Liga. Nach der Hinrunde wurde sein Vertrag Ende November 2024 nicht verlängert. Ende Dezember 2024 verpflichtete ihn der in der Southern Region spielende FC Yala.

## Erfolge
W Connection
- TT Pro League: 2014

Nacional AC (PB)
- Staatsmeisterschaft von São Paulo Série A3: 2017

Wat Bot City FC
- Thai League 4 – North: 2019  ▲